# Розповіді, свідки божевілля
«Розповіді, свідки божевілля» (англ. Tales That Witness Madness) — британський фільм 1973 року.

## Сюжет
Доктор психіатр Тремейн, розповідає історію хвороб чотирьох своїх пацієнтів, щоб наочно продемонструвати свою нову теорію.
Перша історія розповідає про Пола — сина неблагополучної сімейної пари, який стає одержимим своїм новим другом — уявним тигром.
Друга історія розповідає про власника антикварного магазину Тімоті, який живе подвійним життям. Він переміщається в часі на старому велосипеді під пильним поглядом фотографії його дядька Альберта.
Третя історія розповідає про людину на ім'я Брайан, який приніс додому сучок старого дерева і каже, що це витвір мистецтва. Але його дружина Белла незабаром починає ревнувати чоловіка до цього сучку, якому той дав ласкаве ім'я Мел.
Четверта історія розповідає про літературного агента Оріоль, яка робить все, щоб справити хороше враження на свого нового клієнта-письменника. Але той, більше цікаветься її дочкою Джинні.

## У ролях
| Актор           | Роль              |
| --------------- | ----------------- |
| Дональд Плезенс | професор Тремейн  |
| Джек Хоукінс    | Доктор Ніколас    |
| Джорджія Браун  | Фей Паттерсон     |
| Дональд Х'юстон | Сем Паттерсон     |
| Расселл Льюїс   | Пол Паттерсон     |
| Девід Вуд       | Філіп, вихователь |
| Пітер МакЕнері  | Тімоті Патрік     |
| Френк Форсайт   | дядько Альберт    |
| Сьюзі Кендалл   | Енн / Беатріс     |
| Бет Морріс      | Поллі             |
| Ніл Кеннеді     | чоловік 1         |
| Річард Коннаут  | чоловік 2         |
| Майкл Джейстон  | Брайан            |
| Джоан Коллінз   | Белла             |
| Кім Новак       | Оріоль            |
| Майкл Петрович  | Кімо              |
| Леслі Наннерль  | Вера              |
| Леон Ліссек     | Кекі              |
| Мері Тамм       | Джинні            |
| Зохра Сегал     | Малія             |